# Silversun Pickups
Silversun Pickups is een indieband uit Los Angeles gevormd in 2002 door Brian Aubert, Nikki Monninger, Christopher Guanlao en Joe Lester. Ze brachten al één EP en zes albums uit.

## Discografie

### Albums
| Album met hitnotering(en) in de Vlaamse Ultratop 200 albums | Datum van verschijnen | Datum van binnenkomst | Hoogste positie | Aantal weken | Opmerkingen |
| ----------------------------------------------------------- | --------------------- | --------------------- | --------------- | ------------ | ----------- |
| Pikul                                                       | 2005                  | -                     |                 |              | ep          |
| Carnavas                                                    | 2006                  | 01-09-2007            | 84              | 3            |             |
| Swoon                                                       | 2009                  | -                     |                 |              |             |
| Neck Of The Woods                                           | 2012                  | 19-05-2012            | 120             | 1            |             |
| Better Nature                                               | 2015                  | -                     |                 |              |             |
| Widow's Weeds                                               | 2019                  | -                     |                 |              |             |
| Physical Thrills                                            | 2022                  | -                     |                 |              |             |

### Singles
| Single met hitnotering(en) in de Vlaamse Ultratop 50 | Datum van verschijnen | Datum van binnenkomst | Hoogste positie | Aantal weken | Opmerkingen |
| ---------------------------------------------------- | --------------------- | --------------------- | --------------- | ------------ | ----------- |
| Future Foe Scenarios                                 | 2007                  | 24-11-2007            | tip22           | -            |             |
| Lazy Eye                                             | 2007                  | 25-08-2007            | tip6            | -            |             |
| Bloody Mary (Nerve Endings)                          | 2012                  | 28-04-2012            | tip49           | -            |             |